# Loma's Sport
Lomas Sport o simplemente Lomas, es una empresa multinacional de textiles originaria de Perú. Fundada en 1993, es reconocida como una de las principales manufactureras de implementos deportivos de Perú, ya que provee a clubes de la Primera División del Perú, Segunda División del Perú y Copa Perú, siendo uno de ellos a Sport Boys. Además, es la marca deportiva que se encarga de vestir a los competidores del reality, Esto es Guerra en Perú.

## Historia
Lomas es una compañía constituida en el año 1993, dedicada a la confección de indumentaria deportiva. Ahora, contamos con 30 años en la industria, posicionándolos como la marca peruana número uno en el mercado nacional en el rubro deportivo.

### Como empezó
Lomas se fue formando en una empresa líder, gracias a la preferencia y aceptación del cliente. a su tan corta experiencia en el mercado deportivo, tuvo su primera gran oportunidad de vestir a un club con gran renombre como el "Club San Agustín" ; fue la ventana de presentación para lograr nuestro éxito ya reconocido, así por nuestra empresa han pasado Equipos de gran historia como el "Ciclista Lima", "FBC Melgar", "Juan Aurich", "Unión Huaral", " Sport Boys ","León de huánuco", "Cobresol", "Inti gas","José Gálvez","Rentista"(Uruguay), " River Plate "(Uruguay) ,"Bellavista"(Uruguay),etc.

### Crecimiento
El reconocimiento de nuestra marca en el mercado nacional tuvo una gran acogida, no pasó mucho tiempo para hacerse reconocido en el mercado extranjero, el primer país que nos brindo la oportunidad fue en Uruguay; vistiendo a equipos de primera división del fútbol de dicho país como: River Plate, Bellavista y Rentistas y otros.

## Equipos Patrocinados
| EQUIPOS                       | AÑO                  |
| ----------------------------- | -------------------- |
| Club San Agustín              | 1995                 |
| Ciclistas Lima                | 1995                 |
| Alianza Atlético              | 1997, 2002           |
| Juan Aurich                   | 2000–2001            |
| Melgar                        | 1996–1997, 1999–2005 |
| Sport Boys Association        | 2000–2003, 2006–2009 |
| Unión Huaral                  | 2004                 |
| Ayacucho Fútbol Club          | 2008–2012            |
| José Gálvez                   | 2008                 |
| Cobresol                      | 2011-2012            |
| León de Huánuco               | 2010                 |
| Club Deportivo Pacífico F. C. | 2012–2013            |
| Caimanes FC                   | 2014                 |
| Comerciantes Unidos           | 2017                 |
| Llacuabamba                   | 2020                 |
| UTC                           | 2020                 |
| Cantolao                      | 2023                 |

#### FÚTBOL INTERNACIONAL
| EQUIPOS                | AÑO       |
| ---------------------- | --------- |
| River Plate de Uruguay | 1999      |
| Bella Vista de Uruguay | 2000–2002 |

OTROS PATROCINIOS
- Federación Peruana de Basketball - 2012
- Universidad César Vallejo Vóley - 2017
- Esto es Guerra Perú - 2012–actualidad

## Convenios
- Leyendas Fútbol 7
- Super Liga Fútbol 7